# 차오쿤
차오쿤(曹錕, 1862년 12월 12일 - 1938년 5월 17일) 은 중화민국 초기역사상, 북양군벌의 지도자중 하나이다. 중화민국의 제3대 총통을 지냈으며, 1920년대 중국정치에 큰 영향을 미쳤다.

## 생애
차오는 톈진에서 가난한 선박노동자의 아들로 태어났다. 교육을 거의 받지 못하고 어릴때 집을 떠나 바오딩에서 보부상을 하다가, 군인의 처우가 좋다는 것을 알고 20세에 뜻을 품고 군문에 진입했다. 차오는 텐진무비학당에서 학습하였고, 졸업후, 의군(毅军: 청나라 장군 송경(宋慶)이 지휘하던 부대)에 들어가 초급장교로 근무하였다.
신해혁명이 발발하기 전에는 창춘에 주둔하고 있다가, 후에 옌시산(閻錫山)의 봉기를 진압하기 위해 산시성으로 파견되었다 후에 육군의 제3사단장이 되었다. 청조가 멸망하고 중화민국이 건국되어 혁명파와 화해하는 조건으로 위안스카이가 중화민국의 대총통에 취임하기로 하였는데, 위안은 혁명파가 지배하던 난징에 가는 것을 꺼려하였다. 그리고 이의 핑계를 만들기 위해 차오쿤에게 밀명을 내려 베이징에서 반란을 일으키도록 하였다.
1915년 말에 위안스카이는 제정을 선포하고 황제를 자칭했는데, 차오는 공개적으로 이를 지지하였다. 그리하여 위안스카이에게 "호위장군"(虎威將軍)이라는 작위를 받았다.
위안스카이의 제정에 반대하는 봉기군이 각지에서 일어나 호국전쟁이 벌어지자, 차오쿤은 쓰촨성으로 파견되어 차이어 군벌군과 싸웠으나 패하였다.
위안스카이가 죽은 다음 이해 9월 직예독군(直隸督軍)에 임명되었다. 1917년 총통 리위안훙(黎元洪)과 총리 돤치루이(段祺瑞)의 권력투쟁이 격화되자 쉬저우 회의에서 리위안훙이 요구한 장쉰(張勳)의 상경에 명확한 태도를 밝히지 않았으나, 장쉰이 푸위의 복위를 꾀하자 돤치루이의 편에 섰다. 돤치루이는 이때 차오를 일이 수습되면 부총통으로 밀어주겠다고 약속하였다. 차오는 이에 기뻐하여 바오딩에서 장쉰 토벌을 기치로 하는 서로토역군(西路討逆軍)을 조직하여 스스로 사령관이 되었다.
장쉰의 군대가 패하여 복벽이 무산되자, 장쉰 토벌군을 이끈 돤은 공화국 재건을 모토로 다시 정권을 잡고 무력으로 전국을 통일하려는 정책을 폈다. 그러나 돤은 다시 대총통으로 오른 펑궈장(馮國璋)과 대립하게 되었다. 자신이 직계 군벌인 차오쿤은 도리어 완계 군벌과 관계가 애매했다. 비록 그는 "남북정전을 제의하는 성명"(《通電倡會議南北停戰》)을 발표하였지만, 부총통을 시켜주겠다는 돤의 유혹에 넘어가서 최종적으로 돤의 완계 군벌로 전향했다.
그렇지만 펑궈장, 돤치루이와 마찬가지로 차오쿤은, 쑨원(孫文)이 광저우에서 벌이던 구국회(舊國會)와 호법운동(護法運動)에는 반대하였다.
이렇게 북양 군벌과 남방의 쑨원의 갈등은 증폭되어 결국 호법전쟁이 터졌다. 이 해에 그는 상장(上將:한국의 대장에 해당)의 군계급을 받았다. 1918년 2월 차오는 군대를 이끌고 후베이, 후난으로 가서 북양 군벌에 반대하는 후난 성의 반란군을 진압하였다. 펑궈장 사후, 다른 직계군벌인 리순이 멀리 장강 유역에서 있었기 때문에, 차오는 일약 직계 군벌의 영수가 되었다. 1920년 직계군벌과 완계군벌이 싸운 직완전쟁에서 직계 군벌이 승리하였다. 또한 1922년 직계와 봉계가 싸운 제1차 직봉전쟁에서도 직계가 승리하여 봉계 군벌은 만주로 패주하였다. 그리하여 직계군벌은 베이징 정부를 장악한 유일한 군사집단이 되었다. 그리하여 차오는 탄탄한 정치적 기반을 갖추게 되었으며, 자신을 따르는 진보파(津保派)는 정치파벌을 형성하여, 돤치루이가 제안한 부총통에 머무르지 않고, 합법적으로 총통의 자리에 오르려고 하였다.
차오쿤과 그를 추종하는 진보파(津保派)는 안복계가 선출한 총통이 비합법적이라고 선포하고, 또한 난징에 있던 쑨원의 정부도 법통을 들어 배척하였다. 그들은 또 총통의 자리에 있던 쉬스창(徐世昌)을 협박하여 하야시키고, 톈진에 머무르던 리위안훙을 복직시켰다. 그러나 리는 복직후 정치상 난관에 부딪혔고, 차오쿤의 일파는 정국을 혼란스럽게 하여 베이징 정부는 6번이나 내각이 바뀌었다. 차오쿤은 "공민당(公民團)"이라는 깡패조직을 앞세워서 텐안먼에서 집회를 열고 리위안훙에게 즉각 하야를 요구하였다. 후에 펑위샹(馮玉祥) 등에게 300여 명의 병력을 이끌고 리위안훙의 관저에서 봉급을 요구하는 시위를 벌이라고 시켰다. 그리고 펑에게 군대를 이끌고 베이징으로 가서 리의 관저를 단전단수시킨후, 리에게 협박하여 텐진으로 도피하도록 하였다. 그리고 차오의 일파는 쯔리 성(直隸省)의 성장인 왕청빈에게 리가 탄 기차가 텐진에 서면 리를 감금하고 리가 총통직인을 내놓으면 석방하라고 명령했다.
당시 중화민국의 총통선거법의 규정에 의하면 총통선거에는 양원의 재적의원 2/3의 참석이 있어야만 개시할 수 있었다. 당시 국회의원은 정원이 870명이었고, 규정에 의한 출석의원 수는 580명이었다. 차오쿤은 돈을 뿌려서 이 국회의원을 매수하고, 경찰과 헌병을 동원하여 공포분위기를 조성하는 등 갖은 부정선거 끝에 총통에 당선되었다. (1923년)
차오쿤은 당선 직후 "쌍십헌법(雙十憲法)" 또는 "차오쿤 헌법"이라고 불리는 중국 최초의 헌법을 제정하였다. 또한 새로 성립한 소련과 근대사상 최초로 평등조약인 "중국 러시아간의 현안 해결에 관한 협정"을 맺었다. (이전까지의 맺은 조약은 모두 불평등조약이었다.). 이 협정에 의거하여 중국은 러시아 제국이 점령한 빼앗은 중국영토를 소련령으로 인정하는 대신, 소련은 외몽고에서 병력을 철수하였다.
1924년 제2차 직봉전쟁이 발발하여 직계 군벌과 봉계 군벌은 20만 병력을 동원해서 전투를 벌였다. 이때 펑위샹은 적인 봉계의 장쭤린(張作霖)과 짜고, 베이징에 쿠데타를 일으켰다. 펑은 차오쿤을 감금하고 하야를 강요했고, 차오는 이를 받아들여 하야했다. 이때 차오의 동생 차오루이는 가택연금중 자살했다. 2년후 1926년 장쭤린과 우페이푸(吳佩孚)간의 연합이 형성되어 펑위샹을 격파하고 차오쿤을 구출하였다. 이후 바오딩에 머물다가, 국민당의 북벌로 인해 북양군벌이 몰락하고, 국민당이 중국 전토를 평정하자, 톈진으로 가서 은거했다.
1937년 중일전쟁 개시 이후, 일본은 텐진과 화북 전역을 점령하여 괴뢰정부를 세우고, 은퇴중인 그를 허수아비 수장으로 세우려고 했으나, 차오는 이를 거절하였다. 그는 톈진에서 76세의 나이로 자연사하였다. 그가 일본의 제의를 거절한 것을 높이 평가하여, 북벌기간중 그와 대립했던 장제스(蔣介石)의 국민정부는 그의 사후 일급상장(一級上將:대한민국의 대장에 해당)을 추증하였다.
| 전임 가오린웨이 | 중국의 국가 원수 1923년 10월 10일 ~ 1924년 11월 2일 | 후임 황부 |